# Chuột NOG
Chuột NOG (ký hiệu: NOD/Shi-scid/IL-2Rγnull) là một con chuột được tạo ra, nuôi cấy với tình trạng bị suy giảm miễn dịch nặng và trầm trọng, dòng chuột này được phát triển bởi Viện Thú thực nghiệm Trung ương (CIEA) vào năm 2000. Con chuột NOG đã được tạo ra trong CIEA năm 2000 bằng cách lai tạo con chuột C57BL/6J-IL-2Rγnull được phát triển bởi Kazuo Sugamura một giáo sư Đại học Tohoku với chuột NOD/Shi-scid được phát triển trong CIEA.

## Đặc điểm
Con chuột NOG chấp nhận tế bào dị thường dễ dàng hơn nhiều so với bất kỳ loại nào khác các loài gặm nhấm thí nghiệm có khả năng miễn dịch, chẳng hạn như những con chuột trụi lông và chuột NOD/scid. Do đó, con chuột có thể là mô hình tốt nhất như là một người nhận tế bào người có năng lực cao để tạo ra, tăng sinh và phân tách. Tính năng độc đáo này cung cấp một cơ hội tuyệt vời để tăng cường các nghiên cứu điều trị ung thư, bệnh bạch cầu, bệnh về thể tạng (cơ địa), AIDS và các bệnh khác của con người. Nó cũng cung cấp các ứng dụng cho ung thư, nhiễm trùng, tái tạo, và nghiên cứu huyết học.
Không có hoạt động của tế bào T, tế bào B và tế bào NK, chúng bị giảm hoạt động bổ sung hệ thống, loạn chức năng macrophage, loạn chức năng của tế bào đuôi gai, không có T, tế bào B lão hóa, không có tỷ lệ mắc u lymphoma, chuột NOG có nhiều suy giảm miễn dịch chủ yếu xuất phát từ ba dòng chuột: 1) NOD/Shi, 2) SCID, 3) IL-2Rγnull. Bao gồm các hiện tượng giảm khả năng miễn dịch bẩm sinh có nguồn gốc từ dòng NOD, bao gồm rối loạn chức năng đại thực bào, và khiếm khuyết hoạt tính tan máu bổ sung và giảm hoạt động NK. Thiếu các tế bào T và B chức năng bắt nguồn từ đột biến protein kinase là gen gây bệnh của đột biến scid. Thiếu tế bào NK, rối loạn chức năng tế bào đuôi gai, và các thiếu sót không rõ do không kích hoạt gen IL-2Rγ.